# 박상범 (야구인)
박상범(朴商範, 1965년 7월 7일 ~ )은 전 KBO 리그 야구 선수의 투수이다.

## 출신학교
- 인천고등학교
- 인하대학교 (1984학번)